# Odontadenia campanulata
Odontadenia campanulata là một loài thực vật có hoa trong họ La bố ma. Loài này được J.F.Morales mô tả khoa học đầu tiên năm 1999.